# 베타 산화
베타 산화(β oxidation)는 지방산의 이화작용 중 첫 번째 과정이다. 베타 산화는 미토콘드리아에서 지방산이 분해되어 아세틸 조효소 A(아세틸-CoA)와 NADH, FADH2를 생산하는 과정이다. 아세틸 조효소 A는 시트르산 회로에 들어가고, NADH와 FADH2는 전자전달계에서 사용된다. 지방산 이화작용의 두 번째 단계에서는 아세틸-CoA를 산화하고 이산화탄소가 부산물로 생산되고, 마지막으로 전자 운반체에서 전자전달계로 전자가 전달된다.
지방산이 산화되기 위해서는 미토콘드리아 기질로 들어가는 활성화 과정이 필요하다. 지방산 아실-CoA의 아실 사슬이 탄소 10개 이상으로 이루어져 있으면 카르니틴과 반응하여 아실카르니틴을 생성하고, 아실-카르니틴 수송체(translocase)에 의해 미토콘드리아 내막 안쪽으로 이동한다. 지방산 아실-CoA가 탄소수 10개 미만일 때는 간단히 확산되어 미토콘드리아 내막을 관통한다.
지방산이 미토콘드리아 기질에 들어오면 베타 산화가 시작된다.
1. 긴 지방산 사슬이 탈수소화되고 α 탄소(C-2)와 β 탄소(C-3) 사이에 트랜스형 이중 결합을 만들어 트랜스-Δ2-에노일-CoA를 생성한다. 아실-CoA 탈수소효소(acyl-CoA dehydratase)가 이 반응을 촉매 작용하고, FAD를 전자 받개로 이용하여 FADH2로 환원한다.
2. 트랜스-Δ2-에노일-CoA의 이중 결합이 수화되어 L-β-하이드록시아실-CoA가 된다. 에노일-CoA 수화효소(enoyl-CoA hydratase)가 촉매 작용한다.
3. L-β-하이드록시아실-CoA가 다시 탈수소화되어 β-케토아실-CoA가 된다. β-하이드록시아실-CoA 탈수소효소가 촉매 작용하고, NAD를 전자 받개로 이용한다.
4. β-케토아실-CoA의 α 탄소(C-2)와 β 탄소(C-3) 사이에 가(加)싸이올 분해(thiolysis)가 일어난다. 새로운 조효소 A(CoA) 분자가 β 탄소(C-3)를 공격(친핵성)하고 결합을 끊을 때 싸이올레이스가 반응을 촉매 작용한다. 이 반응으로 첫 번째 탄소 두 개가 아세틸-CoA 형태로 떨어져 나오고, 아실-CoA의 지방산 사슬은 탄소 두 개가 감소한다. 이 과정이 반복되어 지방산 사슬의 모든 탄소가 아세틸-CoA로 전환된다.

지방산은 신체 대부분의 조직에서 산화된다. 부신 수질과 같은 몇몇 조직은 지방산을 에너지원으로 사용하지 않고 탄수화물을 이용한다.

## 지방산 활성화와 수송

세포질에서 미토콘드리아 기질로 아실-CoA가 운반되는 과정(지방산 수송 시스템)

유리 지방산은 음전하를 띠기 때문에 세포막을 관통할 수 없고, SLC27족 지방산 수송체와 같은 수송체 단백질에 의해 세포 내로 들어간다. 세포질액에 들어온 지방산은 긴 사슬 아실-CoA 합성효소(synthetase)에 의해 활성화된다. 지방산은 ATP와 반응하여 아데닐산과 무기 인산을 공급받고, 유리 조효소 A와 반응하여 지방산 아실-CoA 에스터와 AMP를 생성한다. 아실-CoA 에스터는 미토콘드리아로 이동하여 산화되거나 세포질에 남아 막지질을 합성하는데 쓰인다.
지방산 산화를 위한 일차처리(priming)는 카르니틴 왕복통로를 통하여 이루어진다.
1. 아실-CoA가 카르니틴의 하이드록시기로 전이된다. 이 반응은 세포질에 있는 사이토졸(Cytosol)에 위치하는 카르니틴 팔미토일 전이효소 I(팔미토일전이효소)이 촉매 작용한다.
2. 미토콘드리아막에 위치한 카르니틴-아실카르니틴 수송체(translocase)가 아실카르니틴을 미토콘드리아 기질로 이동시킨다.
3. 미토콘드리아 내막에 있는 카르니틴 아실 전이효소 II(팔미토일 전이효소)가 아실카르니틴을 다시 아실-CoA로 전환한다. 유리 카르니틴은 다시 세포질로 돌아간다.

## 지방산의 베타 산화

### 탄소수가 짝수인 포화 지방산
미토콘드리아에 들어온 짝수 포화 지방산은 아래와 같이 4단계의 베타 산화를 반복하면서 한 번에 탄소를 두 개 단위(아세틸-CoA)로 방출한다.
| 설명 | 반응 | 효소                            | 산물                                                        |
| FAD에 의한 산화(탈수소화} : 아실-CoA 탈수소효소에 의한 지방산 산화의 첫 단계. C-2와 C-3 사이에 이중 결합을 형성한다.          |      | 아실-CoA 탈수소효소             | 트랜스-Δ2-에노일-CoA                                        |
| 수화 : C-2와 C-3 사이 결합의 수화. 이 반응은 입체특이적으로, L형 이성질체만 생성한다.                                         |      | 에노일-CoA 수화효소             | L-β-하이드록시아실-CoA                                      |
| NAD+에 의한 산화 : L-β-하이드록실-CoA의 하이드록시기가 산화되어 케톤기로 전환된다.                                            |      | 3-하이드록시아실-CoA 탈수소효소 | β-케토아실-CoA                                              |
| 가(加) 싸이올분해(thyolysis) : 새로운 조효소 A 분자의 싸이올기가 β-케토아실-CoA를 자른다. 싸이올은 C-2와 C-3 사이에 결합한다. |      | β-케토싸이올레이스              | 아세틸-CoA 분자 하나와 탄소 2개가 짧아진 아실-CoA 분자 하나 |

이 과정은 지방산 사슬 전체가 아세틸-CoA 단위로 쪼개질 때까지 반복된다. 마지막 베타 산화 주기에는 아실-CoA 대신 아세틸-CoA가 생성되므로 최종 산물로 아세틸-CoA 두 개가 생성된다. 각 주기에는 아실-CoA가 탄소 원자 두 개씩 짧아지고, FADH2와 NADH, 아세틸-CoA 각각 한 분자가 생성된다.

### 탄소수가 홀수인 포화 지방산
일반적으로 탄소수가 홀수인 지방산은 식물과 몇몇 해양 생물에서 발견된다. 반추동물은 혹위에서 탄수화물을 발효시켜 탄소가 3개인 프로피온산을 다량 생산한다.
탄소수가 홀수인 지방산 사슬은 짝수인 사슬과 같은 방식으로 산화되지만, 마지막에 생성되는 것이 아세틸-CoA 두 분자가 아니라 프로피오닐-CoA와 아세틸-CoA이다.
프로피오닐-CoA는 중탄산염의 탄소가 프로피오닐-CoA의 가운데 탄소에 부가되어 D-메틸말로닐-CoA가 된다. 이 반응에는 바이오틴 보조인자와 ATP, 프로피오닐-CoA 카복실레이스가 참여한다. D형 입체형태(conformation)는 효소 메틸말로닐-CoA 에피머레이스에 의하여 L형 입체형태로 전환되고, 메틸말로닐-CoA 뮤테이스(조효소 B12가 필요)는 L형 입체형태 분자내 원자를 재배치하여 석시닐-CoA를 생산한다. 석시닐-CoA는 시트르산 회로로 들어간다.
아세틸-CoA가 이미 존재하는 옥살로아세트산과의 축합으로 시트르산 회로에 들어가는 반면, 석시닐-CoA는 그 자체로 반응에 참여하므로 석신산염은 회로를 순환하는 분자들과 섞여 실제로 대사되지는 않는다. 시트르산 회로의 중간체가 과도하게 많아 아스파르트산이나 글루탐산 합성과 같이 중간체를 쓰는 반응(cataplerotic reaction)으로 균형을 유지할 수 있는 수준을 벗어나면, 간과 콩팥(신장)에서 중간체 일부가 포스포엔올피루브산 카복시키네이스를 통하여 포도당신생합성 경로로 빠져 유리 포도당으로 전환된다.

### 불포화 지방산

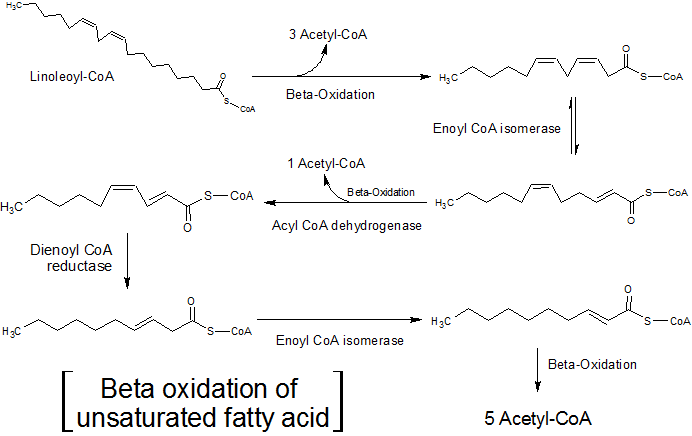
불포화 지방산의 베타 산화

불포화 지방산은 시스 결합을 가지고 있어서 트랜스-Δ2 결합의 형성을 방해한다. 이를 해결하는 효소가 에노일-CoA 이성질화효소와 2,4-다이에노일-CoA 환원효소이다.
불포화 지방산의 입체형태와는 상관없이, 베타 산화는 탄화수소 사슬에 이중결합이 있어서 아실-CoA 탈수소효소 혹은 에노일-CoA 수화효소의 기질이 되지 못할 때까지 포화 지방산과 같은 양상으로 일어난다.
- 아실-CoA가 시스-Δ3 결합을 포함하고 있으면 시스-Δ3-에노일-CoA 이성질화효소가 시스 결합을 기질이 될 수 있는 트랜스-Δ2 결합으로 전환한다.
- 아실-CoA가 시스-Δ4 결합을 포함하고 있어 탈수소반응을 통하여 2,4-다이에노일 중간체를 형성하면 에노일-CoA 수화효소의 기질이 될 수 없다. 그러나 2,4-다이에노일-CoA 환원효소가 NADPH로 중간체를 환원하여 트랜스-Δ3-에노일-CoA를 생산하면 위와 마찬가지로 에노일-CoA 이성질화효소를 통하여 적당한 중간체로 전환될 수 있다.

요약하자면, 이중결합을 홀수 개 가진 지방산은 이성질화효소가 처리하고, 짝수 개 가진 지방산은 환원효소를 통해 이중결합을 홀수 개 가진 지방산으로 변한다.

## 과산화소체에서의 산화
지방산 산화는 과산화소체에서 일어난다. 과산화소체에서 일어나는 산화는 옥타노일-CoA에서 정지된다. 탄소수 22개 이상으로 긴 사슬을 가진 지방산, 가지 달린 지방산, 프로스타글란딘과 류코트라이엔 일부는 과산화소체에서 산화가 개시되고, 이어서 미토콘드리아에서 산화를 계속한다.
과산화소체에서 일어나는 산화는 ATP 합성과 짝지어서 일어나지 않는다는 점이 특이적이다. 고에너지 전자는 산소에 전달되어 과산화수소(H2O2)를 생성하고, 열이 발생한다. 과산화소체 내에서만 발견되는 카탈레이스가 H2O2를 물과 산소로 전환한다.
과산화소체에서 일어나는 베타 산화에는 과산화소체와 매우 긴 사슬 지방산(very long fatty acid, VLFA)에 특이적인 효소가 필요하다. 이들과 미토콘드리아 효소 사이의 차이점은 다음과 같다.
- 과산화소체의 베타 산화에는 미토콘드리아의 카르니틴 아실전이효소 I과 II 대신 과산화소체 카르니틴 아실전이효소가 필수적이다. 과산화소체 카르니틴 아실전이효소가 활성화된 아실기가 계속해서 분해되도록 미토콘드리아로 수송한다.
- 과산화소체에서 일어나는 산화 첫 단계는 아실-CoA 산화효소가 촉매 작용한다.
- 지방산 산화 세 번째 단계에서 생산된 NADH는 과산화소체에서 다시 산화되지 못하므로 환원당량이 세포질액으로 운반된다.
- 과산화소체의 β-케토타이올레이스는 미토콘드리아의 그것과는 다른 효소 특이성을 갖는다.

지방 비율이 높은 식사나 클로피브레이트(clofibrate)와 같은 저지질혈증 약물을 투여하면 과산화소체에서 지방산 산화가 유도된다.

## 에너지 생산량
NADH가 3 ATP, FADH2가 2 ATP, 시트르산 회로가 최대 회전하였을 때 12 ATP를 생산한다고 가정한 경우 각 산화 주기에서는 이론적으로 최대 17 ATP가 생산될 수 있다. 실제로는 NADH 한 분자가 2.5 ATP, FADH2가 1.5 ATP, 시트르산 회로가 10 ATP를 생산하므로 일반적으로 14 ATP에 가깝다.
짝수 지방산 사슬을 가진 포화 지방산(C2n)은 {\displaystyle n-1}번의 산화 과정을 거치고, 지방산의 활성화 과정에서 2 ATP가 손실된다. 따라서 총 ATP 생산량은 다음과 같다.
총 ATP 생산량 {\displaystyle =(n-1)*14+10-2=14n-6}
예를 들어, 팔미트산(C16, n=8)의 ATP 생산량은 {\displaystyle (8-1)*14+10-2=106} ATP이다.
| 에너지원     | ATP       | 계         |
| (8-1) FADH2  | x 1.5 ATP | = 10.5 ATP |
| (8-1) NADH   | x 2.5 ATP | = 17.5 ATP |
| 8 acetyl CoA | x 10 ATP  | = 80 ATP   |
| 활성화       |           | = -2 ATP   |
| 최종         |           | = 106 ATP  |

불포화 지방산의 베타 산화 과정에는 효소가 더 필요하므로 ATP 생산량에 차이가 있다.

## 임상에서
베타 산화 경로에는 최소 25개의 효소 혹은 특이적 수송 단백질이 관여한다. 이들 중 18개가 인간 질병과 연관이 있다.

## 같이 보기
- 팔미트산
- 지방산 대사
- 지질 분해
- 시트르산 회로
- 오메가 산화
- 알파 산화
- 에너지대사